# Padesát odstínů svobody (film)
Padesát odstínů svobody (v anglickém originále Fifty Shades Freed) je americký erotický dramatický romantický film z roku 2018. Předlohou je stejnojmenný román od E. L. James, scénář k filmu napsal její manžel Niall Leonard a režie se ujal James Foley. Snímek je pokračováním snímku Padesát odstínů temnoty a završením trojdílné série. V hlavních rolích se opět představili Dakota Johnsonová a Jamie Dornan.
Natáčení snímků Padesát odstínů temnoty a Padesát odstínů svobody začalo společně 9. února 2016 v Paříži a Vancouveru. Ve Spojených státech měl film Padesát odstínů svobody premiéru 9. února 2018, v České republice o den dříve.

## Děj
Anastasie (Ana) Steelová a Christian Grey se stávají manželi. Odjíždějí na romantické líbánky do Paříže a užívají si života v luxusu, který jim umožňuje Christianovo bohatství. Jejich líbánky ale skončí poté, kdy dostanou zprávu, že se někdo vloupal do počítačového systému Christianovy společnosti a ukradl z něj cenná data. Podle záznamu na bezpečnostních kamerách se jedná o Jacka Hydea, bývalého nadřízeného Any, který se jí dříve pokusil znásilnit a Christian jej poté nechal vyhodit z práce a zničil jeho kariéru. Ana dostává dvojici osobních strážců pro svoji ochranu.
Christian mezitím koupí pro sebe a svoji ženu velký rodinný dům na venkově. Projektuje jej Gia Matteo, atraktivní mladá architektka, která s Christianem otevřeně flirtuje v přítomnosti Any. Ta si ale její chování nenechá líbit a uvede ji do patřičných mezí. Nyní již manželský pár Greyových pokračuje v sexuálním experimentování, ale po čase oznámí Ana Christianovi, že je těhotná. Ten zareaguje zlostně a oznámí Aně, že měl pro jejich vztah do blízkého budoucna jiné plány. Vrátí se domů opilý a Ana zjistí, že opět navštívil svoji bývalou milenku a „učitelku sexu“ Elenu Lincolnovou.
Ana je rozlícená jeho chováním, ale brzy se objeví větší problém. Jack Hyde, který se již předtím pokusil Anu unést a skončil za to ve vězení, byl mezitím na kauci 500 000 dolarů propuštěn a nyní unesl Christianovu nevlastní sestru Miu. Vyhrožuje Aně, že ji zabije, pokud do dvou hodin nesežene 5 milionů dolarů a nepřiveze mu je sama na určené místo. Hydeovi nedobrovolně pomáhá Anina asistentka Liz, na kterou má Hyde kompromitující materiál v podobě tajné nahrávky jejich společných erotických hrátek. Ana nakonec peníze za Christianova souhlasu sežene a dostane se na místo setkání. Tam ji Hyde fyzicky napadne a kopne ji do břicha. Ana ho stihne střelit ukrytou pistolí do nohy a po následném příjezdu Christiana a policie upadne do bezvědomí.
Probouzí se o tři dny později v nemocnici s vyděšeným Christianem po boku. Ukazuje se, že ona i dítě, které čeká, budou v pořádku. Christian pochopí, jak moc je dítě pro Anu důležité a nic dalšího nenamítá. Jejich vztah je ještě silnější než předtím. Vyšlo najevo, že Hyde byl ve stejné pěstounské rodině jako Christian a měl „smůlu“, protože zámožná rodina Greyových si kdysi vybrala k výchově Christiana místo něho. Christian později společně s Anou přinese květiny k hrobu své matky, kde dosud nikdy nebyl.
V závěru filmu vidíme o dva roky později spokojenou rodinu Greyových ve svém venkovském domě, kdy manželé již mají malého syna Theodora Raymonda a Anastasie je těhotná s jejich druhým dítětem, děvčátkem Pheobe.

## Obsazení
- Dakota Johnson jako Anastasia Rose Steele-Greyová, švagrová Mie a Elliota, snacha Grace a Carricka, dcera Carly a Raymonda, budoucí švagrová Katherine, matka Theodora Raymonda a Pheobe
- Jamie Dornan jako Christian Trevelyan - Grey, manžel Any, bratr Mie a Elliota, adoptivní syn Grace a Carricka, budoucí švagr Katherine, otec Theodora Raymonda a Pheobe
- Eric Johnson jako Jack Hyde, bývalý nadřízený Anastasie a stalker
- Eloise Mumford jako Katherine Kavangh, kamarádka Any a Elliotova snoubenka
- Rita Ora jako Mia Grey, sestra Christiana a Elliota, švagrová Any a budoucí švagrová Katherine, dcera Grace a Carricka, teta Theodora Raymonda a Pheobe
- Luke Grimes jako Elliot Grey, starší bratr Christiana a Mie, snoubenec Katherine, syn Grace a Carricka, strýc Theodora Raymonda a Pheobe
- Victor Rasuk jako José Rodriguez, kamarád Any
- Max Martini jako Jason Taylor, Christianův bodyguard a řidič
- Jennifer Ehle jako Carla May Wilks, matka Any, tchyně Christiana a babička Theodora Raymonda a Pheobe
- Marcia Gay Harden jako Grace Trevelyan Grey, Christianova adoptivní matka, matka Mie a Ellitoa, tchyně Any, budoucí tchyně Katherine a manželka Carricka, babička Theodora Raymonda a Pheobe (děti Anastasie a Christiana )
- Bruce Altman jako Jerry Roach
- Arielle Kebbel jako Gia Matteo, architektka
- Callum Keith Rennie jako Ray, Anin nevlastní otec, nevlastní dědeček Theodora Raymonda a Pheobe, tchán Christiana
- Robinne Lee jako Ros Bailey
- Brant Daugherty jako Luke Sawyer, osobní bodyguard Any
- Fay Masterson jako Gail Jones, Christianova služebná
- Amy Price-Francis jako Elizabeth „Liz“ Morganová, Jackův komplic
- Asleigh LaThrop jako Hannah, kolegyně a kamarádka Any
- Tyler Hoechlin jako Boyce Fox, populární autor, jehož knihy jsou publikovány v SIP (v Grey Publishing)

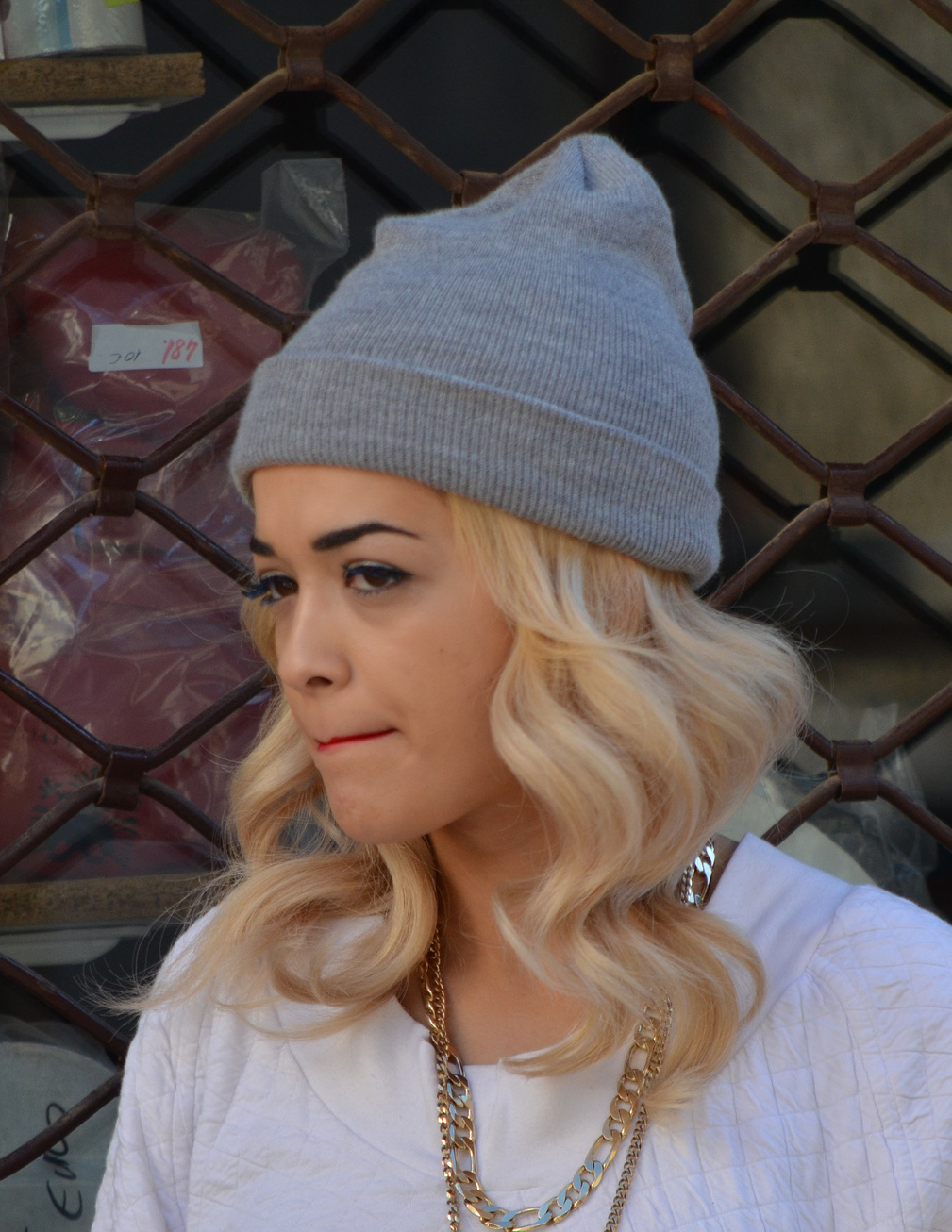
Jednu z rolí ve filmu (nevlastní sestru Christiana Greye Miu) si zahrála zpěvačka Rita Ora

- Hiro Kanagawa jako detektiv Clark

## Produkce
Po premiéře prvního filmu jeho režisérka Sam Taylor-Johnson oznámila, že sequely knihy Padesát odstínů temnoty a Padesát odstínů svobody budou mít filmové zpracování. Později v roce 2015 bylo oznámeno, že Sam Taylor-Johnson nebude režírovat další dily. V srpnu se mluvilo o potenciálních režisérech: James Foley, Rebecca Thomas, Mark Pellington a Tanya Wexler. V listopadu 2015 The Wrap potvrdil, že Foley bude režírovat oba dva sequely. 22. dubna 2015 bylo oznámeno, že manžel autorky knih Niall Leonard napíše scénáře.

### Casting
Dne 8. února 2016 bylo oznámeno obsazení herečky Arielle Kebbel do role architektky Gii Matteo. Tentýž měsíc byl do role Jacka Hyda obsazen Eric Johnson. V únoru bylo potvrzeno obsazení Tylera Hoechlina. Dne 20. února 2016 byl obsazen do role bodyguarda Sawyera Brant Daugherty.

### Natáčení
Natáčení mělo začít v červnu 2015 ve Vancouveru, nicméně se kvůli opoždění napsání scénáře muselo natáčení přesunout na únor 2016. V listopadu 2015 Universal Studios oznámilo, že oba filmy budou natáčeny ve stejnou dobu. Natáčelo se v Paříži a Vancouveru od 9. února 2016 do 12. července 2016 pod pracovním názvem „Further Adventures of Max and Banks 2 & 3“.

### Soundtrack
Album Fifty Shades Freed: Original Motion Picture Soundtrack bylo vydáno 9. února 2018. Hlavní skladba filmu je písnička od Liama Payneho a Rity Ory „For You“, který byl zveřejněný dne 5. ledna 2017.
| Fifty Shades Freed: Original Motion Picture Soundtrack | Fifty Shades Freed: Original Motion Picture Soundtrack | Fifty Shades Freed: Original Motion Picture Soundtrack | Fifty Shades Freed: Original Motion Picture Soundtrack | Fifty Shades Freed: Original Motion Picture Soundtrack |
| Pořadí                                                 | Název                                                  | Hudba                                                  | Text                                                   | Délka                                                  |
| ------------------------------------------------------ | ------------------------------------------------------ | ------------------------------------------------------ | ------------------------------------------------------ | ------------------------------------------------------ |
| 1.                                                     | Capital Letters                                        | Hailee Steinfeld feat. BloodPop                        |                                                        | 3:39                                                   |
| 2.                                                     | For You                                                | Liam Payne a Rita Ora                                  |                                                        | 4:05                                                   |
| 3.                                                     | Sacrifice                                              | Black Atlas feat. Jessie Reyez                         |                                                        | 3:29                                                   |
| 4.                                                     | High                                                   | Whethan a Dua Lipa                                     |                                                        | 3:16                                                   |
| 5.                                                     | Heaven                                                 | Julia Michaels                                         |                                                        | 3:11                                                   |
| 6.                                                     | Big Spender                                            | Kiana Ledé feat. Prince Charlez                        |                                                        | 3:15                                                   |
| 7.                                                     | Never Tear Us Apart                                    | Bishop Briggs                                          |                                                        | 3:14                                                   |
| 8.                                                     | The Wolf                                               | The Spencer Lee Band                                   |                                                        | 2:54                                                   |
| 9.                                                     | Are You                                                | Julia Michaels                                         |                                                        | 3:31                                                   |
| 10.                                                    | Cross Your Mind                                        | Sabrina Claudio                                        |                                                        | 3:38                                                   |
| 11.                                                    | Change Your Mind                                       | Mike Snow                                              |                                                        | 3:28                                                   |
| 12.                                                    | Come On Back                                           | Shungudzo                                              |                                                        | 3:16                                                   |
| 13.                                                    | I Got You (I Feel Good)                                | Jessie J                                               |                                                        | 3:16                                                   |
| 14.                                                    | Te Meilleure Ennemie (Pearls)                          | Samantha Gongol feat. Juliette                         |                                                        | 3:29                                                   |
| 15.                                                    | Deer in Headlights                                     | Sia                                                    |                                                        | 4:25                                                   |
| 16.                                                    | Diddy Bop                                              | Jacob Banks a Louis The Child                          |                                                        | 3:39                                                   |
| 17.                                                    | Love Me Like You Do                                    | Ellie Goulding                                         |                                                        | 4:13                                                   |
| 18.                                                    | Freed                                                  | Danny Elfman                                           | Danny Elfman                                           | 2:12                                                   |
| 19.                                                    | Seeing Red                                             | Daniel Elfman                                          | Danny Elfman                                           | 2:42                                                   |
| 20.                                                    | Maybe I'm Amazed                                       | Jamie Dornan                                           |                                                        | 1:17                                                   |
| 21.                                                    | Cross Your Mind (španělská verze)                      | Sabrina Claudio                                        |                                                        | 3:38                                                   |
| 22.                                                    | Pearls                                                 | Samantha Gongol                                        |                                                        | 3:29                                                   |

## Vydání
Premiéra filmu byla ve Spojených státech amerických 9. února 2018. V České republice byla premiéra 8. února 2018.

## Přijetí

### Tržby
Film utržil k 5. dubnu 2018 celkem 100,4 milionu dolarů ve Spojených státech amerických a 270,7 milionu dolarů v ostatních zemích, celkově tak utržil 371 149 678 dolarů.

### Recenze
Na recenzní stránce Rotten Tomatoes získal ze 133 započtených recenzí 11 procent s průměrným ratingem 3,1 bodů z deseti. Na serveru Metacritic snímek získal z 41 recenzí 31 bodů ze sta.